# Kliševo
Kliševo je dubrovačko prigradsko naselje u Dubrovačko-neretvanskoj županiji.

## Zemljopisni položaj
Nalazi se u zaleđu općine Dubrovačko primorje, uz lokalnu cestu Orašac - Gromača. Od Dubrovnika je Kliševo udaljeno oko 27 km sjeverozapadno.

## Povijest
Preko sto godina stara crkva Svetog Mihovila djelo je inženjera Nikole Nisetea (1809. – 1890.).
Tijekom Domovinskog rata Kliševo su okupirali pripadnici JNA i teritorijalne obrane Crne Gore te raznih dragovoljačkih četničkih postrojbi. Neprijateljska vojska je popalila i opljačkala sve objekte u naselju.

## Gospodarstvo
Kliševo je gospodarski nerazvijeno prigradsko naselje. Stanovništvo se uglavnom bavi poljodjelstvom i stočarstvom kao i stanovnici svih okolnih naselja.
U tijeku je gradnja autoceste A1 koja od Zagreba preko Splita i Ploča vodi do Dubrovnika, a koja će dijelom prolazit i u blizini Kliševa pa se očekuje da će ovo i okolna naselja doživjeti gospodarski napredak.

## Stanovništvo
Prema popisu stanovnika iz 2011. godine Kliševo je jedno od najmanjih prigradskih naselja i ima tek 54 stanovnika hrvatske nacionalnosti i katoličke vjeroispovjesti.
| broj stanovnika | 146   | 148   | 178   | 188   | 184   | 177   | 169   | 151   | 153   | 153   | 126   | 109   | 88    | 71    | 66    | 54    | 52    |
|                 | 1857. | 1869. | 1880. | 1890. | 1900. | 1910. | 1921. | 1931. | 1948. | 1953. | 1961. | 1971. | 1981. | 1991. | 2001. | 2011. | 2021. |